# Hyperfont
HyperFont è un set di caratteri sans-serif monospazio sviluppato nel 1993 dalla Hilgraeve Inc. per essere usato nel programma di emulazione di terminale HyperTerminal compreso in Microsoft Windows.
I tipi di carattere disponibili sono tre:
- Hyperdk.fon - HyperFont Dark (raster font)
- Hyperlt.fon - HyperFont Light (raster font)
- Hypertt.ttf - HyperFont TrueType

È stato sviluppato per permettere all'interno della finestra di HyperTerminal una visualizzazione su 80 colonne. Il codice di carattere visualizzato è l'OEM/DOS.